# Legió I Flavia Martis
La Legió I Flavia Martis va ser una legió romana de la que se'n té notícia perquè el seu nom apareix a la Notitia Dignitatum.
Se sap que estava estacionada a la Gàl·lia, i que els soldats es deien martenses. La legió estava dedicada a Mart, déu de la guerra. Pel seu nom segurament la va crear Constanci I Clor a finals del segle iii, ja que els emperadors que el van succeir de la dinastia Flàvia eren cristians, i no haurien posat el nom d'un déu pagà a una legió. Amb el cognomen de Flàvia es troben altres legions a les fronteres (limites) del Rin i a la costa d'Armòrica, però no es coneix la relació que hi havia entre elles.